# バトルシップ

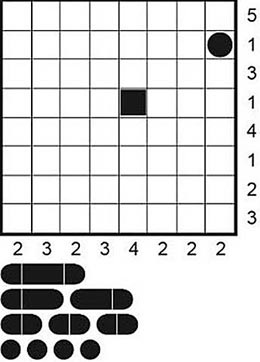
バトルシップの例題。枠外にある戦艦を枠内に配置する。

バトルシップは、テーブルゲームのバトルシップ（海戦ゲームに似たゲーム）を基にしたペンシルパズルである。

## 歴史
このパズルは1982年にアルゼンチンの雑誌「Humor & Juegos」誌において Batalla Naval という名前で発表された。その後5年は作品が発表されていないが、1987年から同じ出版社の月刊誌「Enigmas Lógicos」誌に掲載されるようになる。
1992年に開催された第1回世界パズル選手権で出題されたのを機に、アメリカの「Games」や日本の「パズラー」といった雑誌でも紹介された。
現在、このパズルは多くの亜種とともにパズルの大会や雑誌などで出題されている。

## ルール
このパズルの目的は、枠内に艦隊を配置することである。艦隊の数は枠の大きさによって変わるが、一般的な10×10の枠では以下の数が用いられる。
- 戦艦（4マス分の大きさ） 1隻
- 巡洋艦（3マス分の大きさ） 2隻
- 駆逐艦（2マス分の大きさ） 3隻
- 潜水艦（1マス分の大きさ） 4隻

それぞれの船は決まった数のマスを縦又は横方向に連続して占める。また、各船は互いに縦横斜めに接しない。
解くために2種類の手がかりの少なくとも片方、大抵は両方が与えられる。
一つ目の手がかりは、マスの状況である。一部のマスに艦影の一部や波が描かれている。艦影は必ず最終的な配置に含まれている。また、波の印はそこに船が存在しないことを示す。
もうひとつの手がかりは、盤面の外に置かれる数字である。この数字は、その列のマスの中で艦影が存在するマスの数を表す。